# Motteville
Motteville település Franciaországban, Seine-Maritime megyében. Lakosainak száma 768 fő (2022. január 1.). Motteville Auzouville-l’Esneval, Criquetot-sur-Ouville, Croix-Mare, Flamanville, Grémonville, Mesnil-Panneville és Saint-Martin-aux-Arbres községekkel határos.

## Népesség
A település népességének változása:
| Lakosok száma | 789  | 794  | 817  | 791  | 778  | 765  | 767  | 771  | 768  |
|               | 2013 | 2015 | 2016 | 2017 | 2018 | 2019 | 2020 | 2021 | 2022 |